# Carel van Schaik
Carolus Philippus „Carel” van Schaik (ur. 1953) – holenderski prymatolog, antropolog ewolucyjny, który od 2004 roku pracuje jako profesor i dyrektor Instytutu i Muzeum Antropologicznym Uniwersytetu Zuryskiego w Szwajcarii. W swojej książce Among Orangutans: Red Apes and the Rise of Human Culture (Pośród orangutanów. Rude małpy a powstanie kultury człowieka) opowiada historię odkrycia grupy orangutanów na północnej Sumatrze.

## Życiorys
Carel van Schaik studiował biologię na Uniwersytecie w Utrechcie; studia ukończył z wyróżnieniem w 1979 roku. Do roku 1984 pracował jako badacz w holenderskiej Fundacji na Rzecz Rozwoju Badań Tropikalnych, a pracę doktorską obronił na Uniwersytecie w Utrechcie w 1985 roku (z wyróżnieniem). Po okresie pracy w Utrechcie w drugiej połowie lat 80., na Uniwersytecie Princeton, a także w Królewskiej Holenderskiej Akademii Nauk (1987-1989), w 1989 roku związał się z Uniwersytetem Duke w Durham, gdzie w 1991 roku został adiunktem na Wydziale Antropologii Biologicznej i Anatomii. W latach 1995 – 2004 profesor tegoż uniwersytetu. W roku 2004 rozpoczął pracę w Uniwersytecie w Zurychu, gdzie obecnie sprawuje funkcję dyrektora Instytutu i Muzeum Antropologii.
Swoją karierę zaczynał nie jako antropolog ewolucyjny, lecz jako botanik. Jego zainteresowanie ssakami naczelnymi rozpoczęło się w latach siedemdziesiątych podczas wyprawy na Sumatrę u boku żony Marii Agaty van Noordwijk. W północno-zachodniej części Sumatry, w bagnistym regionie Suaq, zainteresował się orangutanami. System społeczny tych zwierząt, inteligencja i kreatywność nieustępująca szympansom, a także używanie narzędzi przez te zwierzęta, rzuca wyzwanie wielu teoriom w prymatologii, a także przyczynia się do zrozumienia kluczowych momentów ewolucji człowieka.

### Przebieg kariery – zestawienie chronologiczne
- 1985 – 1986 – Staż podoktorski, Uniwersytet w Princeton, Wydział Biologii
- 1986 – 1987 – Wykładowca, Uniwersytet w Utrechcie, Laboratorium Fizjologii Porównawczej
- 1987 – 1989 – Senior Research Fellow, Królewska Holenderska Akademia Sztuk i Nauk
- 1989 – 2004 – Adiunkt a następnie Profesor, Uniwersytet Duke w Durham, Wydział Antropologii Biologicznej i Anatomii
- od 2004 – Profesor, Dyrektor, Uniwersytet w Zurychu, Instytut i Muzeum Antropologii[5]

## Służba akademicka
Carel van Schaik w swojej karierze akademickiej wykładał w ramach kursów uniwersyteckich o szerokiej tematyce przyrodniczej, od taksonomii bezkręgowców (1974), poprzez socjobiologię, etologię, zachowania społeczne i prymatologię aż do tematyki stricte antropologicznej. W swojej ostatniej aktywności edukacyjnej, podobnie jak w działalności badawczej, podejmuje wątki genezy i znaczenia zjawiska kultury (na przykład kurs „Natur und Kultur” wykładany od 2005 roku).

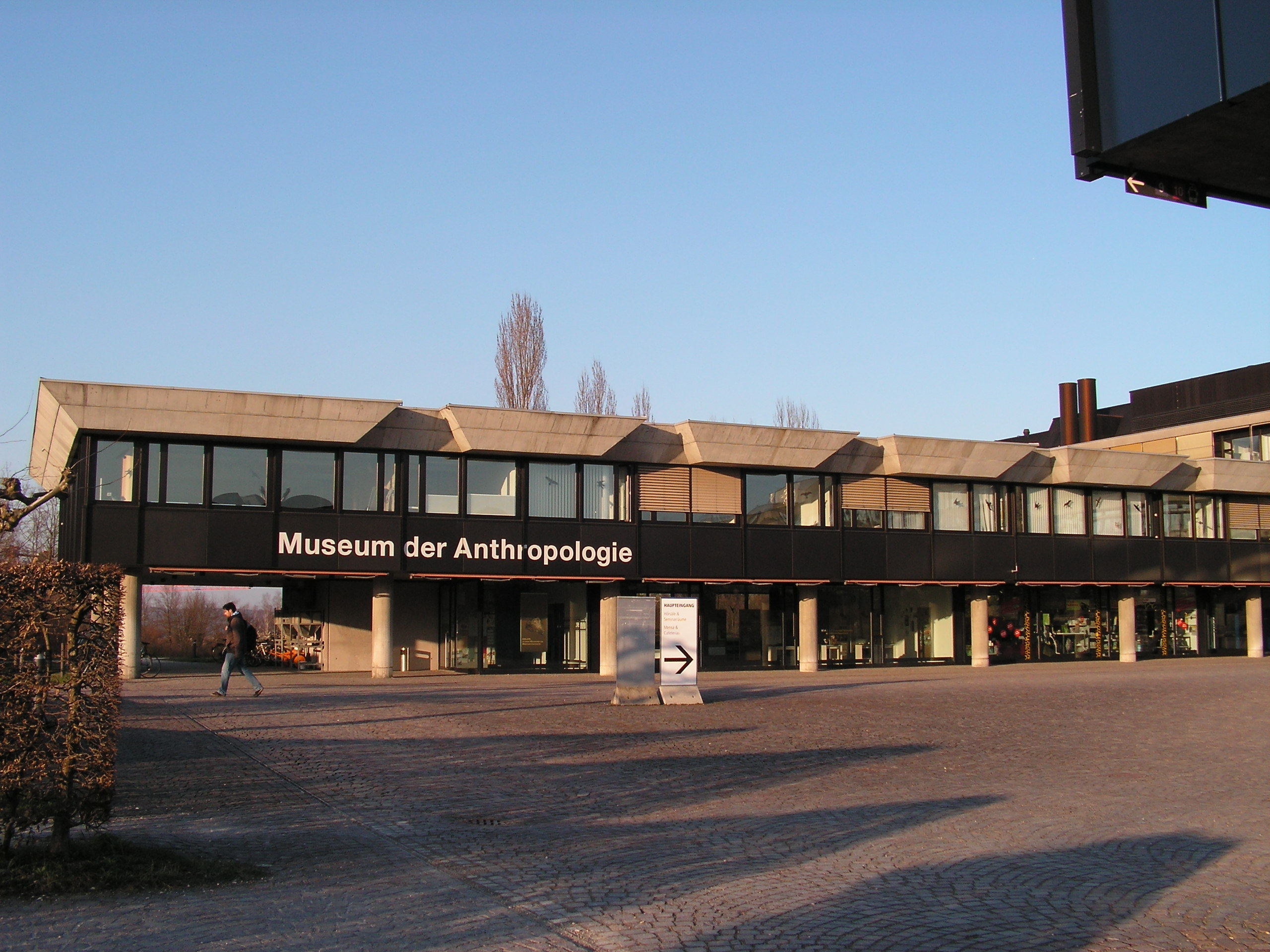
Anthropological Museum Zurich

W swojej karierze sprawował rozmaite funkcje eksperckie oraz funkcje zaufania publicznego: członek Naukowej Rady Doradczej w „Primate Conservation, Inc.” (1993-2004), doradca naukowy „Orangutan Foundation International” (od 1999 roku), członek Naukowego Komitetu Wykonawczego w „Leakey Foundation” (1991-2010), członek a następnie przewodniczący Naukowej Rady Doradczej w Max Planck Institute of Evolutionary Anthropology w Lipsku, członek Rady Powierniczej „Jane Goodall Institut Schweiz”. W latach 2005–2009 sprawował funkcję przewodniczącego „European Foundation of Primatology”, a w latach 2011-2012 kierował „Zoologische Gesellschaft Zurich”. Sprawował funkcję członka rad redakcyjnych prestiżowych periodyków: Journal of Human Evolution (1989 – 1993; 1999 – 2003), Advances in Primatology (1990-2000), American Journal of Primatology (1991-1999), Tropical Biodiversity (1992-), International Journal of Primatology (1995-), Behavioral Ecology and Sociobiology (1997-2003), Oryx (1998-2002), Evolutionary Anthropology (2005-).
Carel van Schaik był promotorem około 30 doktoratów oraz opiekunem kilku naukowców odbywających staże podoktorskie („postdoc”). Wraz ze swoimi współpracownikami, oraz indywidualnie, otrzymywał liczne granty badawcze, między innymi z: Schweizerischer Nationalfonds, National Science Foundation (USA), Leakey Foundation czy National Geographic Society.
Za swoją działalność został nagrodzony: W.W. Howells Book Award Amerykańskiego Towarzystwa Antropologicznego za książkę „Pośród orangutanów” w 2008 roku, Osman Hill Memorial Medal w 2004 roku – odznaczenie przyznawane przez Brytyjskie Towarzystwo Prymatologiczne.

## Publikacje książkowe

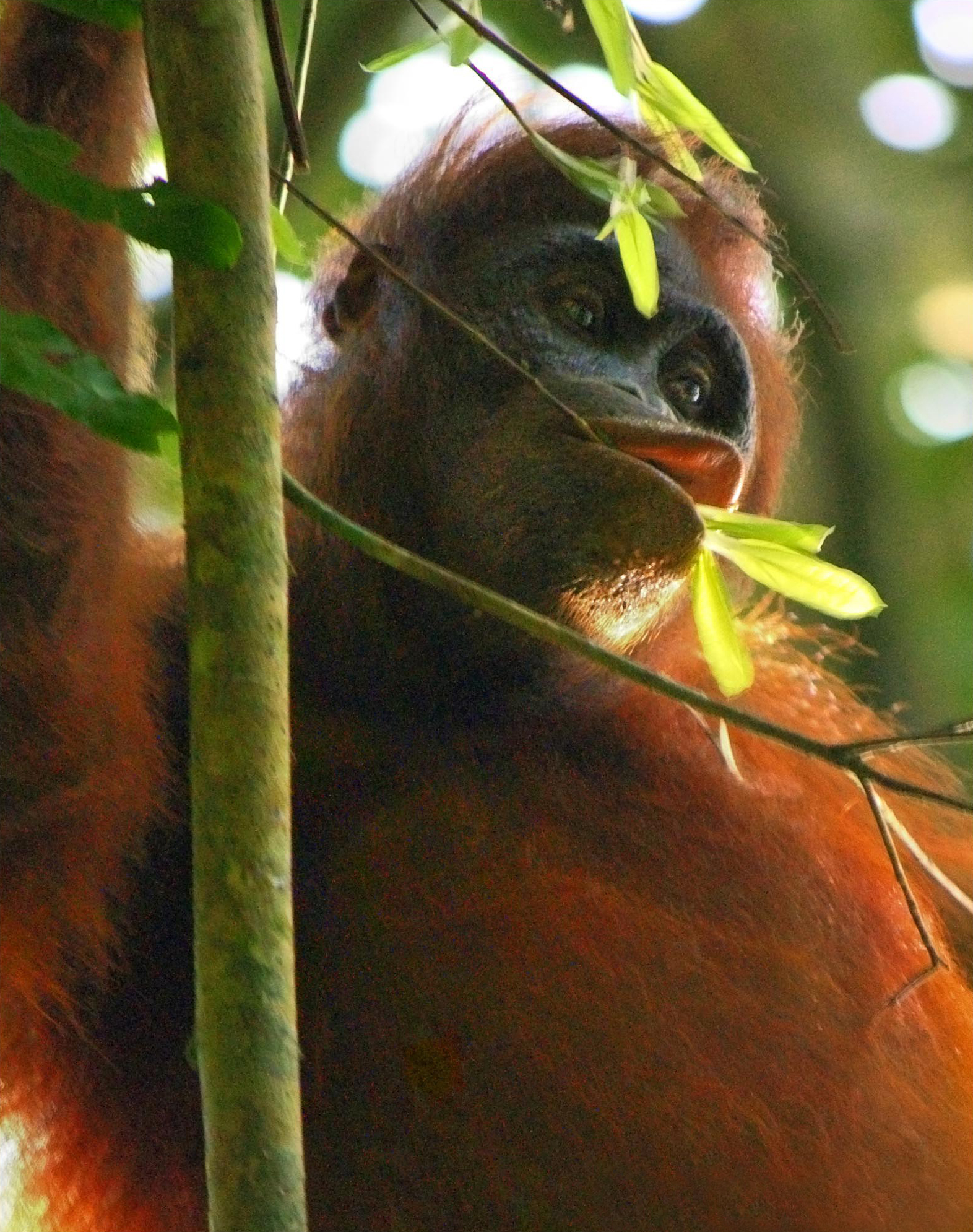
Wild Orangutan

- Wich, S., Suci Utami Atmoko, S., Mitra Setia, T. & van Schaik, C.P. (eds) (2009) Orangutans: Geographic variation, behavioral ecology and conservation. Oxford University Press.
- Kappeler, P.M. & van Schaik, C.P. (eds) (2006) Cooperation in Primates and Humans: Mechanisms and Evolution. Springer Verlag, Heidelberg.
- Brockman, D.K. & van Schaik, C.P. (eds) (2005) Seasonality in Primates: Studies of Living and Extinct Non-Human and Human Primates. Cambridge, University Press, Cambridge.
- van Schaik, C.P. (2004) Among Orangutans: Red Apes and the Rise of Human Culture. Belknap/ Harvard University Press.
- Kappeler, P.M., van Schaik, C.P.(eds) (2004) Sexual Selection in Primates: New and Comparative Perspectives. Cambridge University Press, Cambridge.
- Terborgh, J., van Schaik, C. Davenport, L. & Rao, M. (eds) (2002) Making Parks Work: Strategies for Preserving Tropical Nature. Island Press, Washington DC.
- Plavcan, J.M., Jungers, W. L., Kay R. F. & van Schaik, C. P. (eds). (2002) Reconstructing Behavior in the Primate Fossil Record. Plenum Press, New York
- van Schaik, C.P. & Janson, C.H. (eds) (2000) Infanticide by males and its implications. Cambridge University Press.
- Kramer, R.A., van Schaik, C.P. & Johnson, J. A. (eds) (1997) Last Stand, Protected Areas and the Defense of Tropical Biodiversity. New York: Oxford University Press.
- van Schaik, C.P. & Supriatna, J. (eds) (1996): Leuser, A Sumatran Sanctuary. YABSHI Press, Depok (Indonesia).

Carel van Schaik jest również autorem blisko 400 artykułów naukowych/rozdziałów w monografiach.

## Zainteresowania badawcze
Carel van Schaik zainteresowany jest wyjaśnieniem pochodzenia cech nowoczesnych człowieka, nieobecnych u małp człekokształtnych, takich jak: technika i kultura, specyficzna historia życiowa, nasilona współpraca, język i specyficzne zachowania seksualne. Przedsięwzięcie to zawiera w sobie kilka obszarów szczegółowych:
1. Badanie socjoekologii – łącznie z zagadnieniem dzieciobójstwa oraz koalicji wewnątrz i międzygrupowych, co powinno przyczynić się do lepszego rozumienia genezy zjawiska wojny u ludzi.
2. Badanie źródeł technologii i kultury poprzez analizowanie zakresu w jakim zachowanie wielkich małp człekokształtnych uwarunkowane jest kulturowo, ażeby wyjaśnić brak kultury kumulatywnej u tych małp. Implikuje to również badania ontogenezy umiejętności u orangutanów, w tym posługiwanie się narzędziami.
3. Badania ewolucji rozmiaru mózgu u ptaków i ssaków w celu zidentyfikowania głównych sił napędowych ewolucyjnych wzrostów w rozmiarze mózgu. W szczególności analiza korelatów rozmiaru mózgu po stronie historii życiowej.
4. Pytanie dlaczego ludzie stali się tak hiper-kooperatywni, oraz koncentracja na roli reprodukcji opartej na współpracy (CB) jak i kooperatywnego polowania w procesie kształtowania naszej psychiki. W obszarze tym zespół Profesora van Schaika używa innych gatunków stosujących CB, w szczególności pazurkowców w celu testowania predykcji płynących z modelu CB dla ewolucji człowieka.
5. Analiza jak gatunki mogą stać się inteligentne, poprzez rafinowanie i testowanie modelu inteligencji kulturowej. Pierwszy zestaw prób jest rozwojowy. Testowana jest w nim rola środowiska społecznego w nabywaniu umiejętności w środowisku naturalnym i w niewoli. Drugi zestaw prób jest porównawczy, gdzie gatunki są porównywane w odniesieniu do możliwości uczenia społecznego.

### Wykłady/wywiady
- Webcast archive of Altruism Dialogue I (ang.)
- Webcast archive of Altruism Dialogue II (ang.)
- Great Ape Culture, NPR (ang.)
- Orangutangs Anounce Their Travel Plans, Quirks and Quarks  (ang.)
- Radio 1 (Belgia). radio1.be. [zarchiwizowane z tego adresu (2014-08-08)]. (niderl.).

### Artykuły
- Revealing Behavior in 'Orangutan Heaven and Human Hell', NYT (ang.)
- Animal intelligence, Scientific American (ang.)
- Among Orangutans: Red Apes and the Rise of Human Culture (ang.)
- Orangutan Technology. How Did the Great Apes Get To Be So Smart, Scientific American (ang.)
- Why not all orangutans are alike, BBC - Science & Nature. bbc.co.uk. [zarchiwizowane z tego adresu (2006-03-14)]. (ang.).
- Warum Menschen ungern streiten, Wiener Zeitung (niem.)